# Abila christianeae
Abila christianeae is een rechtvleugelig insect uit de familie Romaleidae. De wetenschappelijke naam van deze soort is voor het eerst geldig gepubliceerd in 2002 door Carbonell.